# Robert Taylor (amerykański aktor)
Robert Taylor, właśc. Spangler Arlington Brugh (ur. 5 sierpnia 1911 w Filley, Nebraska, zm. 8 czerwca 1969 w Santa Monica, Kalifornia) – amerykański aktor.
W 1954 podczas 11. ceremonii wręczenia Złotych Globów zdobył nagrodę Henrietty (World Film Favorite).
8 lutego 1960 otrzymał własną gwiazdę w Alei Gwiazd w Los Angeles znajdującą się przy 1500 Vine Street.

## Życiorys
Był synem Ruth Adaline i Spangler Andrew Brugh. Jego rodzina przeprowadzała się wiele razy np. do Muskogee, Kirksville, Fremont. We wrześniu 1917 zamieszkali na stałe w Beatrice w Nebrasce. Grał na wiolonczeli w orkiestrze, w średniej szkole. Studiował muzykę w Doane College na Crete w Nebrasce. Podczas nauki brał lekcje gry na wiolonczeli u profesora E. Gray. Następnie przeprowadził się do Los Angeles i studiował w Pomona College. Dołączył do teatralnej grupy i podpisał swój pierwszy kontrakt z MGM. Z niemiecką aktorką, Ursulą Thiess, miał dwoje dzieci: Terry (1955) i Tessę (1959). Zmarł na raka płuc. Został pochowany w Forest Lawn Memorial Park Cemetery w Glendale.

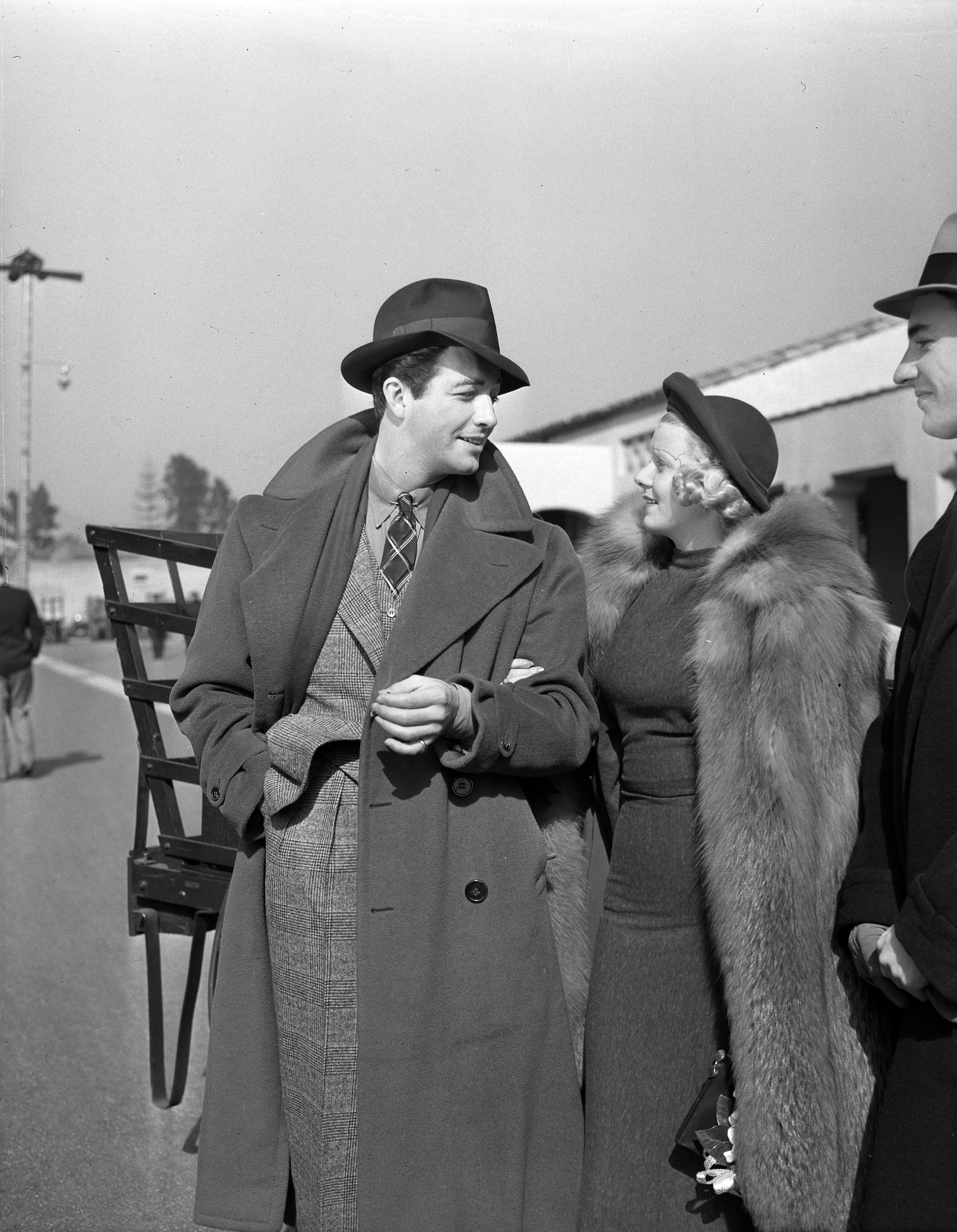
Taylor i Jean Harlow, 1937

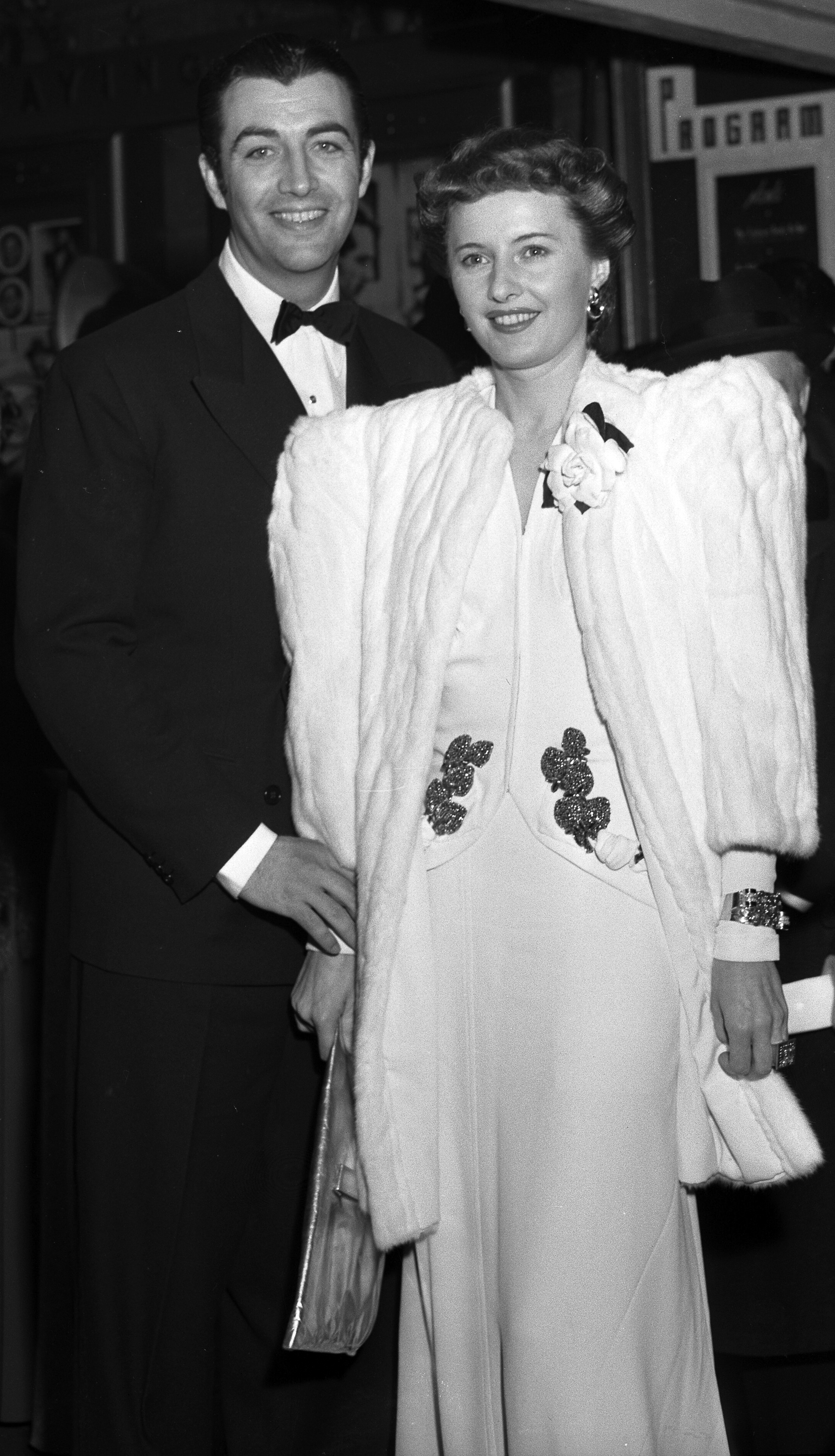
Taylor i Barbara Stanwyck, 1941

## Filmografia
- 1936: Tylko raz kochała jako „Bow” Timberlake
- 1936: Dama kameliowa jako Armand
- 1937: Broadway Melody of 1938 jako Steve Raleigh
- 1938: Trzej towarzysze jako Erich Lohkamp
- 1940: Pożegnalny walc jako Roy Cronin
- 1941: Johnny Eager jako John Eager
- 1943: Bataan jako sierżant Bill Dane
- 1944: The Fighting Lady jako narrator
- 1951: Quo vadis jako Marek Winicjusz
- 1952: Ivanhoe jako Wilfred of Ivanhoe
- 1952: Ostatnie polowanie jako Charlie Gilson
- 1953: I Love Melvin jako on sam
- 1954: Dolina Królów jako Mark Brandon
- 1953: Knights of the Round Table jako Lancelot
- 1956: Ostatnie polowanie jako Charlie Gilson
- 1958: Prawo i Jake Wade jako Jake Wade
- 1958: Party Girl jako adwokat Thomas Farrell
- 1958: Osiodłać wiatr jako Steve Sinclair
- 1959: Człowiek, którego zwano katem jako  Mac Bovard
- 1967: Powrót rewolwerowca jako Ben Wyatt